# Kiseijū Kanketsu-hen
Kiseijū Kanketsu-hen (Nhật: 寄生獣 完結編 Hepburn: Kiseijū Kanketsu-hen) là một phim kinh dị hành động khoa học viễn tưởng Nhật Bản 2015 của đạo diễn Yamazaki Takashi,với sự tham gia của Sometani Shota. Đây là phần thứ hai của phim Kiseijū

## Phân vai
- Sometani Shota vai Izumi Shinichi
- Abe Sadao vai Migi
- Fukatsu Eri vai Ryoko Tamiya
- Hashimoto Ai vai Murano Satom
- Higashide Masahiro vai  Shimada Hideo
- Omori Nao vai Kuramori
- Kitamura Kazuki vai Hirokawa Tsuyoshi
- Pierre Taki vai Miki
- Arai Hirofumi vai Uragami
- Kunimura Jun vai Lieutenant Hirama
- Yo Kimiko vai Izumi Nobuko
- Asano Tadanobu vai Goto